# Яков Свердлов
Яков Михайлович Свердлов (на руски: Яков Михайлович Свердлов) е революционер и руски държавен и партиен ръководител. В периода 1917 – 1919 г. е председател на висшия държавен орган в РСФСР – ВЦИК, и фактически държавен глава.
Свердлов е един от главните организатори на разстрела на царското семейство и потушаването на казашките бунтове след Октомврийската революция.

## Биография
Роден е в еврейско семейство в Нижни Новгород. Баща му е бил гравьор и освен Яков е имал още 5 деца. Най-големият брат Зиновий Пешков емигрира във Франция и служи в Чуждестранния легион, където достига до чин генерал и става един от близките приятели на Шарл дьо Гол.
Яков Свердлов се присъединява през 1902 към РСДРП, а по-късно и към нейното болшевишко крило. Взима участие в Революцията от 1905 г. През 1906 г. е арестуван и в по-голямата част от периода до 1917 г. е или в затвори, или в заточение. По време на заточение в Туруханск (1914 – 1916) е затворен заедно със Сталин и двамата обитават обща барака.
През март 1917 г. се връща от изгнание и е изпратен в Екатеринбург да подготвя пролетарско въстание в Урал, в случай че в Санкт Петербург се провали заговорът. През април за първи път се запознава лично с Ленин, на когото впоследствие става един от най-близките сътрудници. На историческото събрание на партията на 10 октомври 1917 г., на което е взето решение за въоръжена борба, Свердлов е председател и е избран за ръководител на въоръжените части на въстанието.
След вземането на властта Свердлов е главен кадровик и организира новите държавни органи и постове. Председател е и на комисията по изработване на Конституцията на РСФСР. От 8 ноември 1917 г. до смъртта си, като председател на Всеросийския централен изпълнителен комитет е фактически държавен глава на съветската държава.
На 6 март 1919 г., на връщане от Харков в Москва, се разболява от испански грип в най-смъртоносната пандемия на XX век. Умира в Москва на 16 март 1919 г.